# Hongkongské muzeum umění
Hongkongské muzeum umění (anglicky The Hong Kong Museum of Art; čínsky 香港藝術館) bylo otevřeno roku 1962 v hongkongské radnici; v roce 1991 se přestěhovalo do budovy, která byla postavena pro něj. Spravuje ho Hongkongské ministerstvo volného času a kultury. Patří k němu také Muzeum čajového nádobí v Domě vlajkového stožáru v Hongkongském parku. Cílem muzea je zachovávat díla čínské kultury a propagovat místní umělce.
Sbírka muzea obsahuje více než 17 tisíc uměleckých předmětů, včetně obrazů, soch a kaligrafie čínských a hongkongských umělců a historických předmětů. Kromě stálé výstavy pořádá muzeum v rámci mezinárodní spolupráce výstavy děl ze zahraničních sbírek.

## Galerie

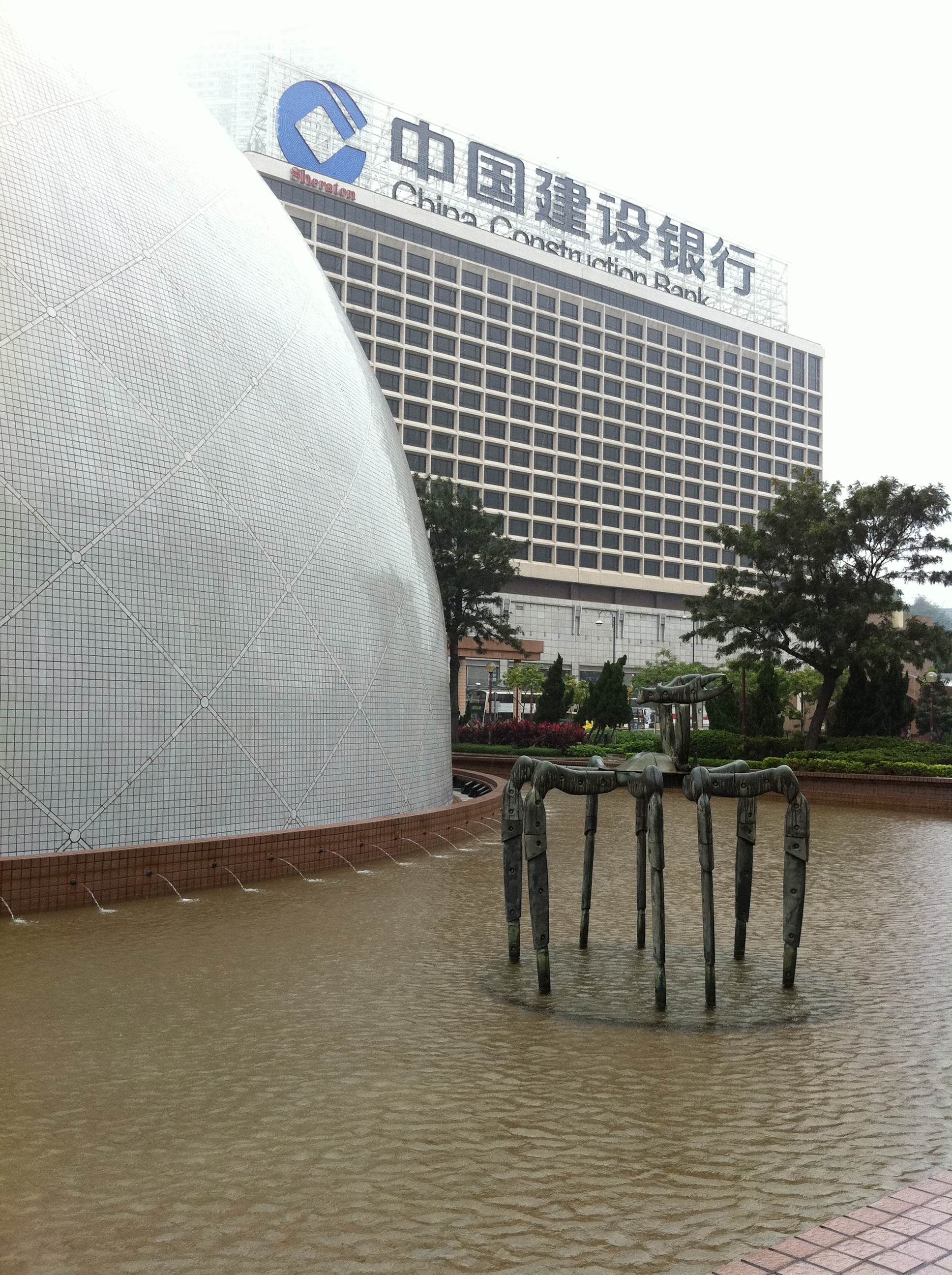
Fasáda muzea
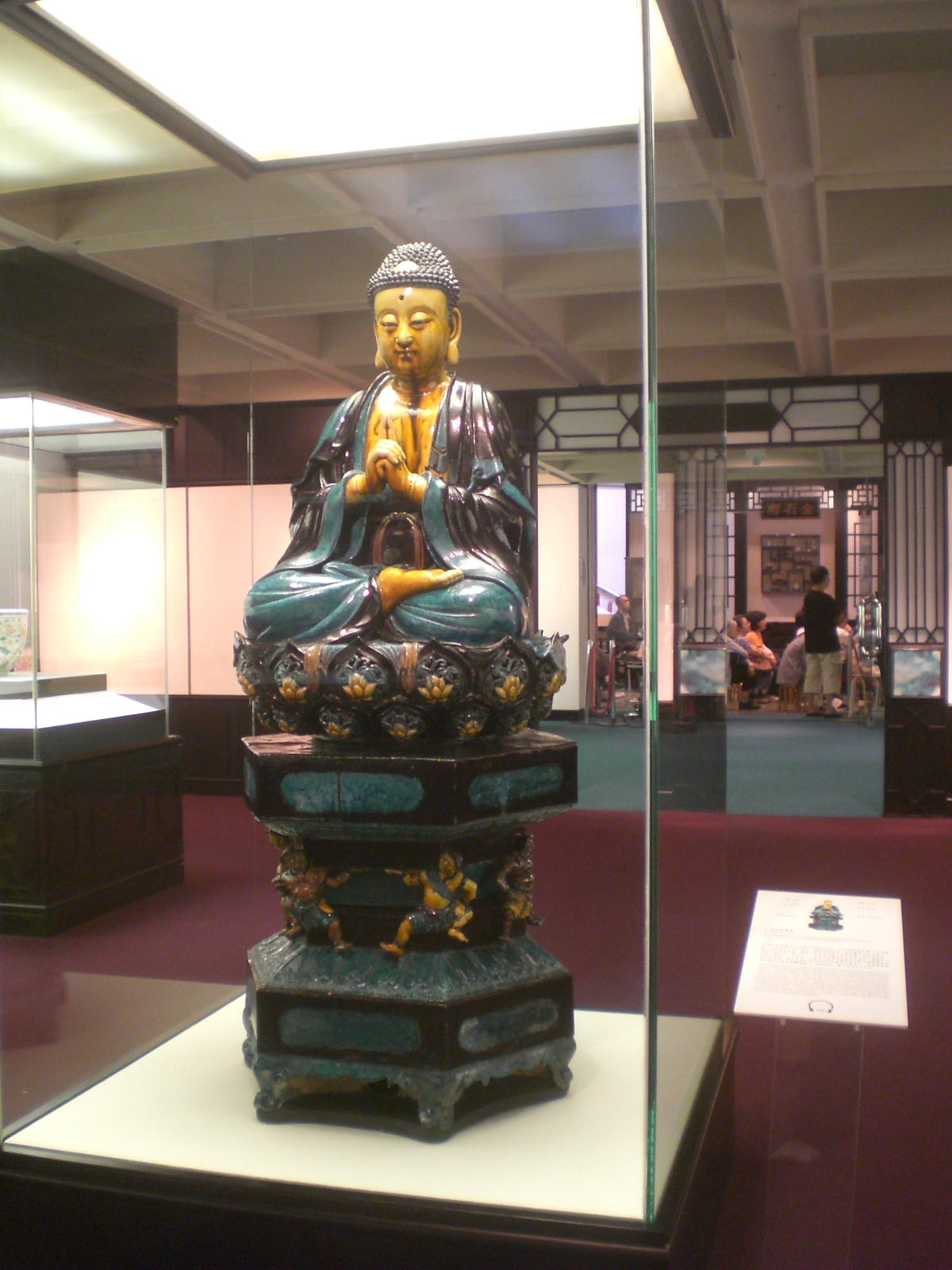
Buddha sedící na lotosu
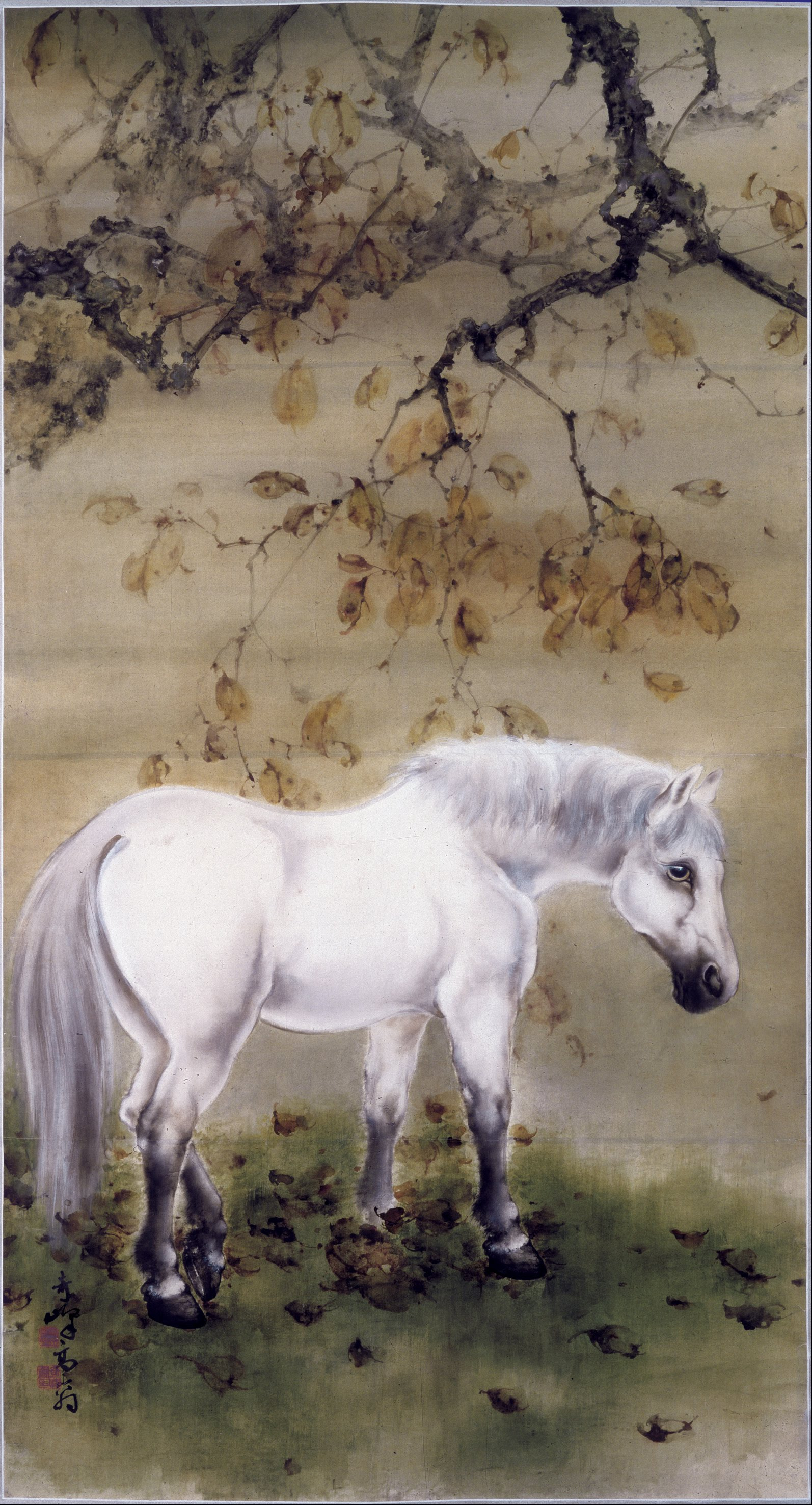
Kao Čchi-feng, Bílý kůň
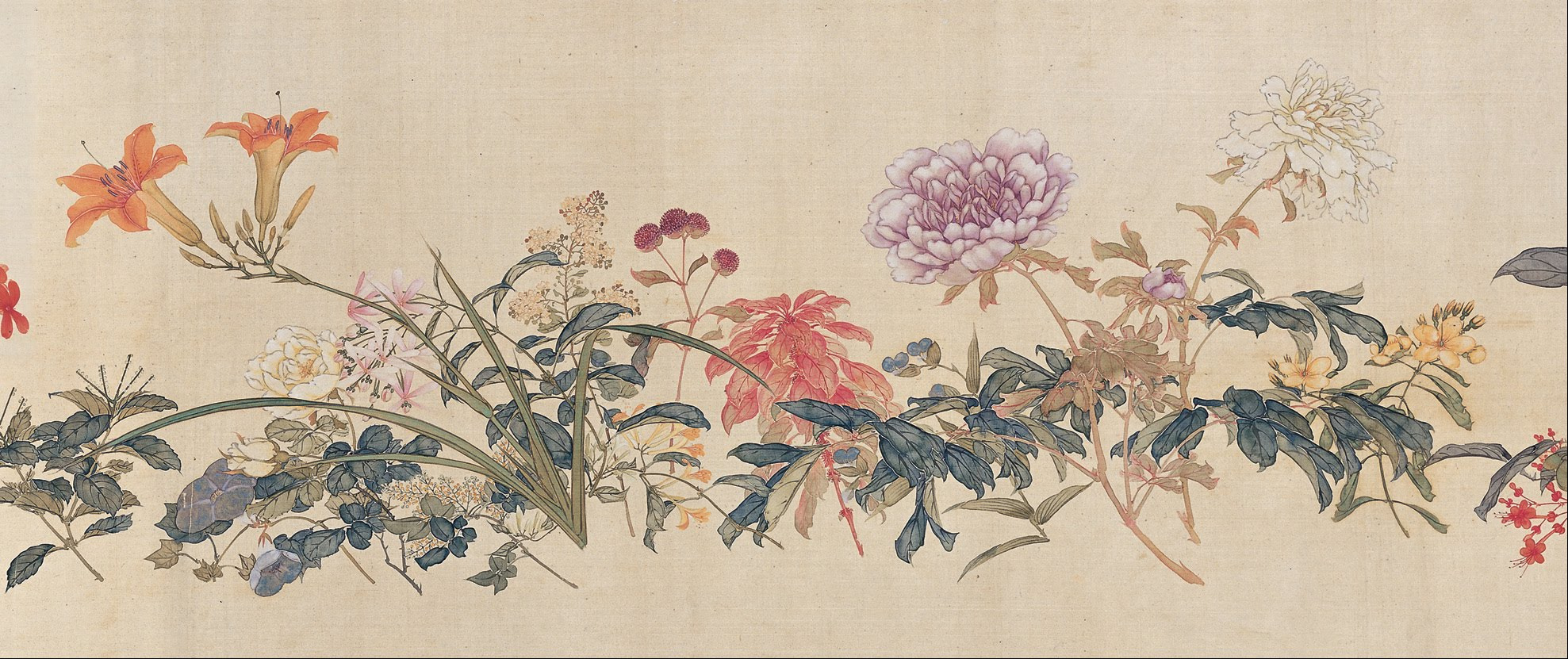
Ťü Lien, Sto květů
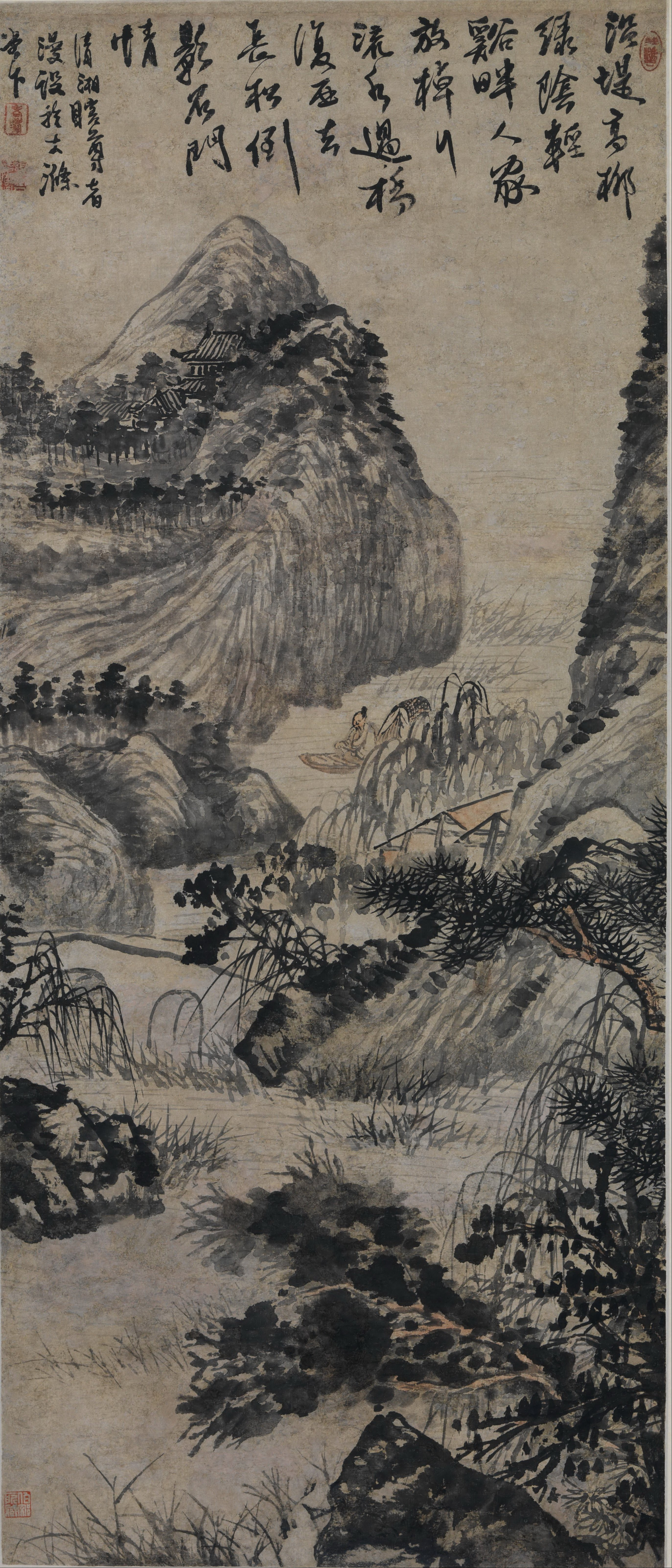
Š’-tchao, Plavba na Vrbové řece
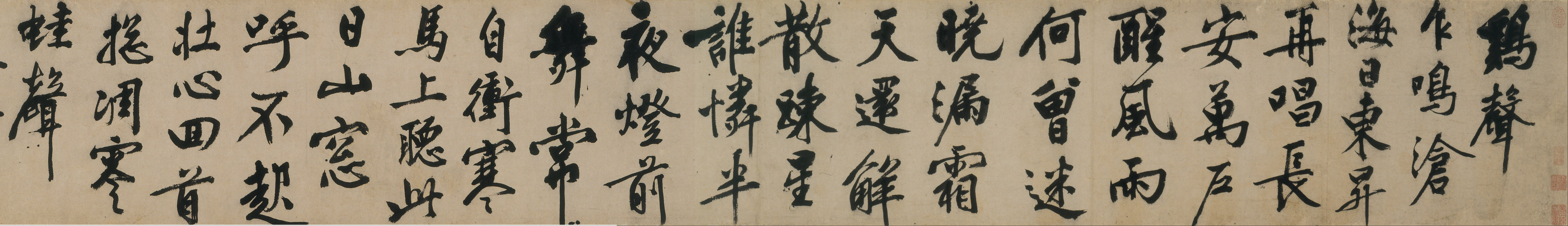
Wen Čeng-ming, Kaligrafie
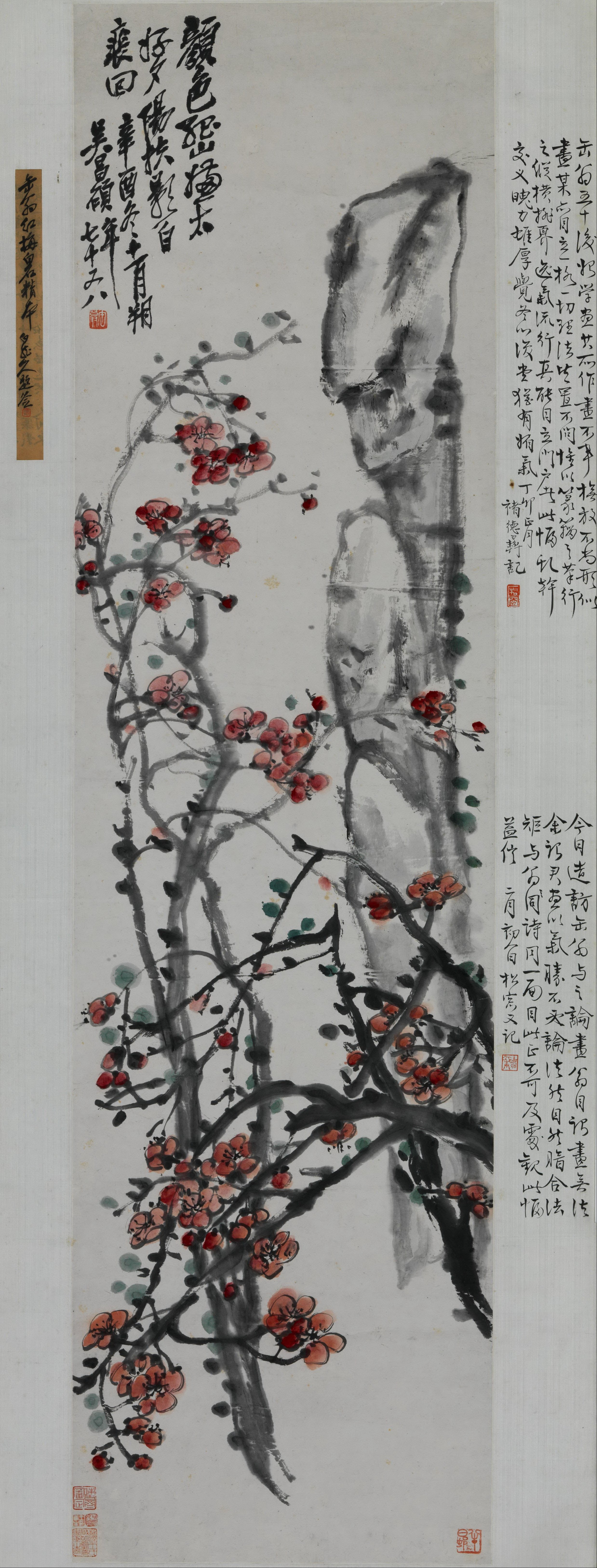
Wu Čchang-šu, Červený švestkový květ a skála
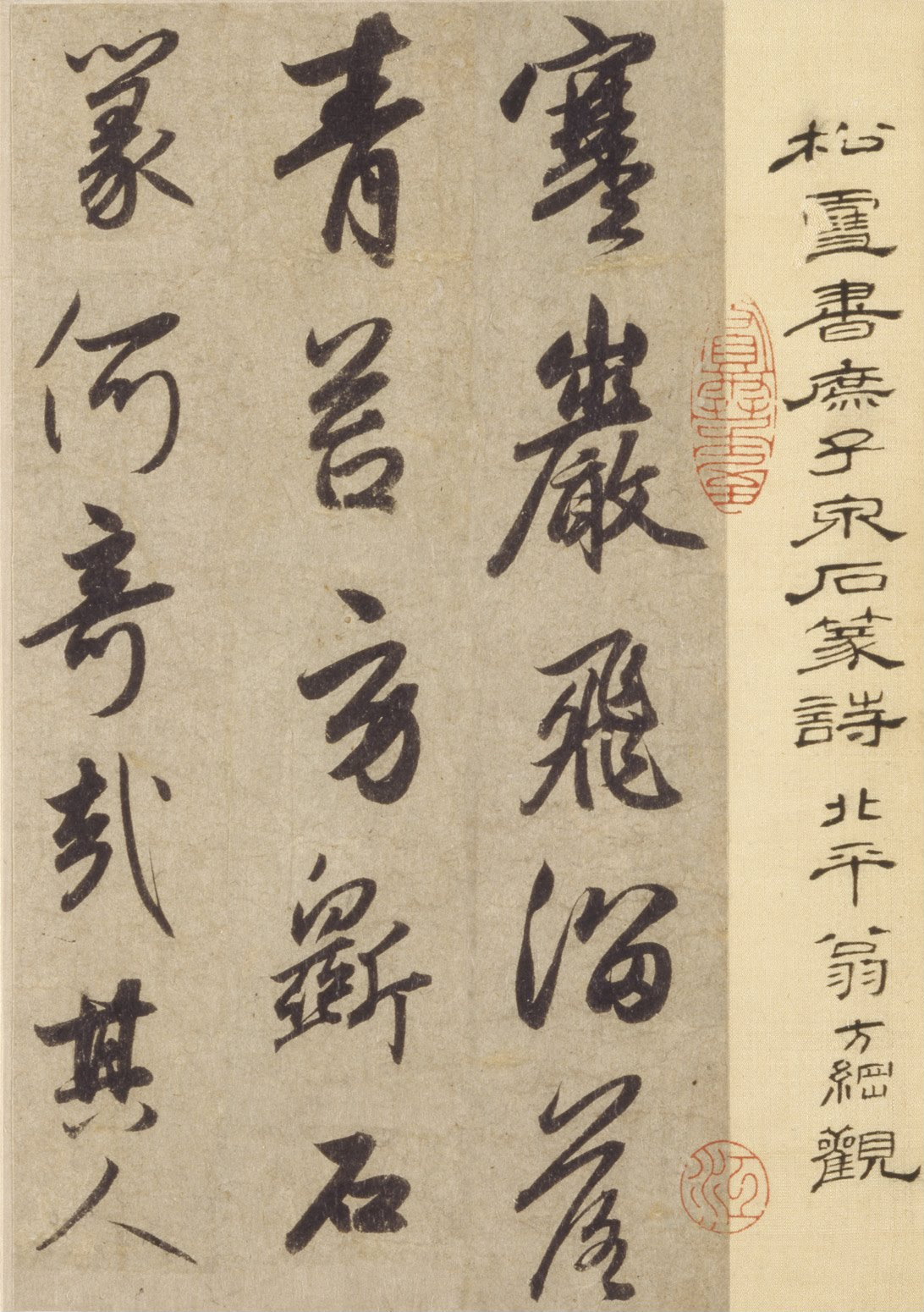
Čao Meng-fu, Kaligrafie
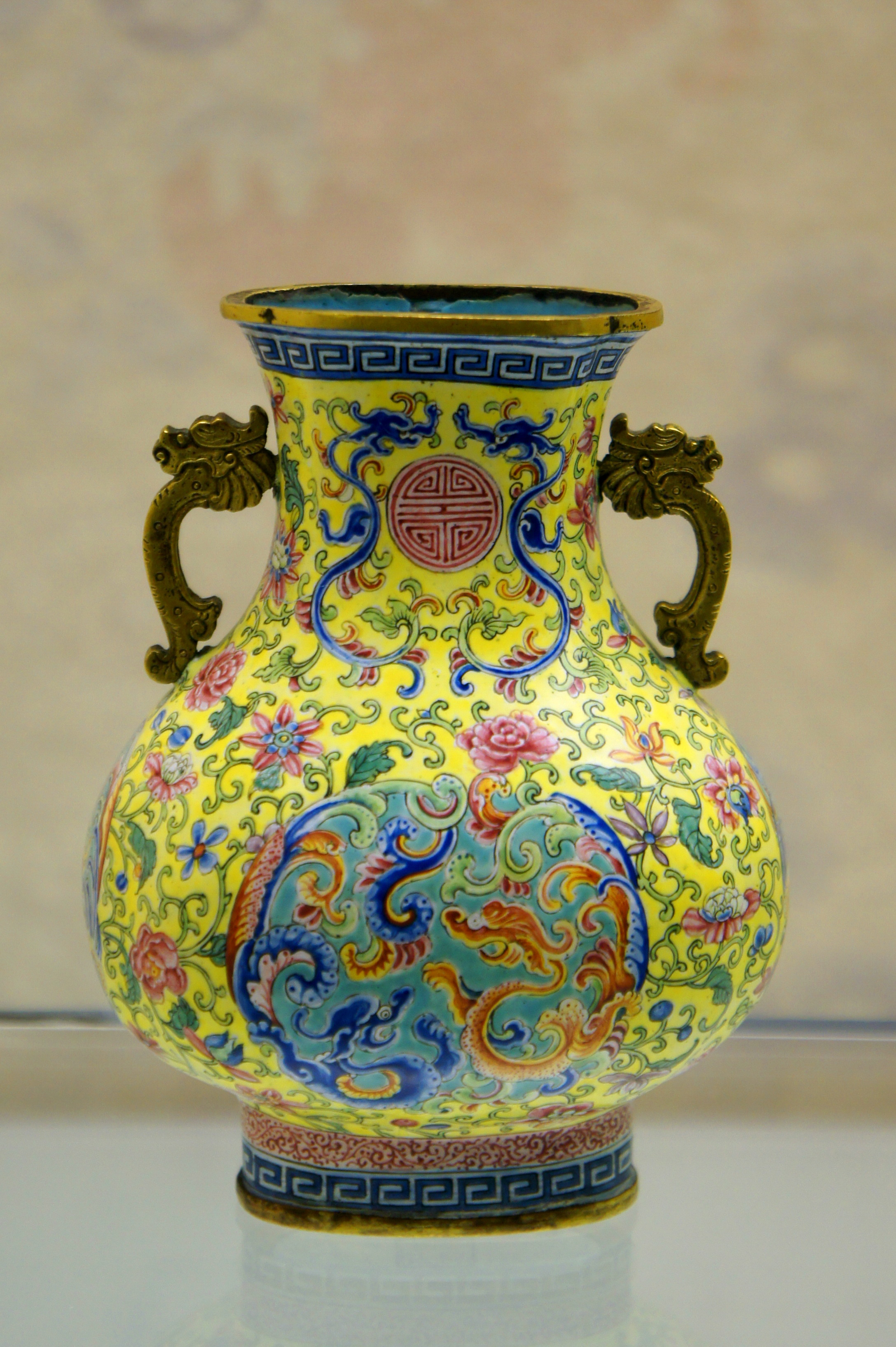
Květinová váza, kantonský smalt
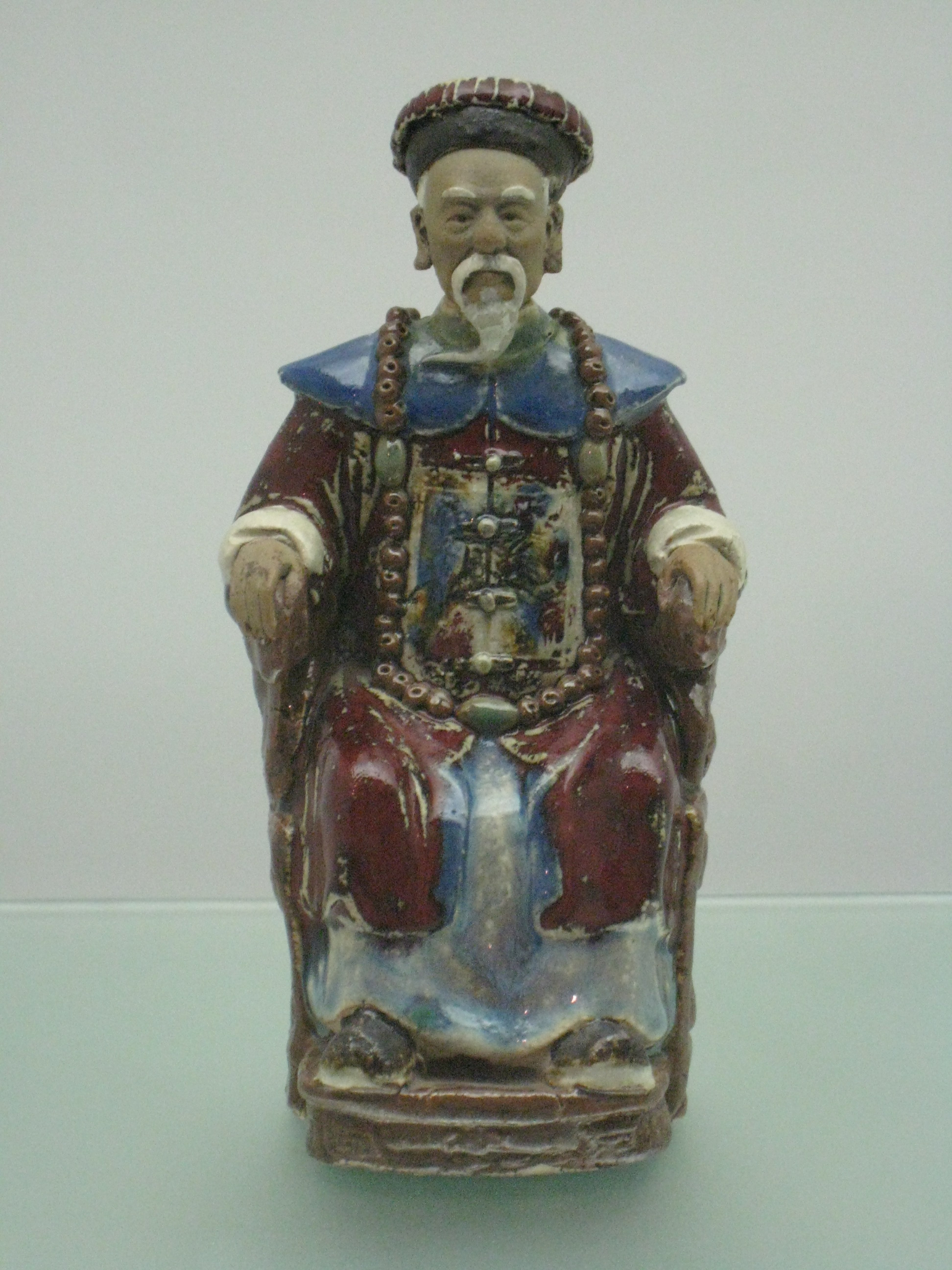
Soška Lin Ce-süa
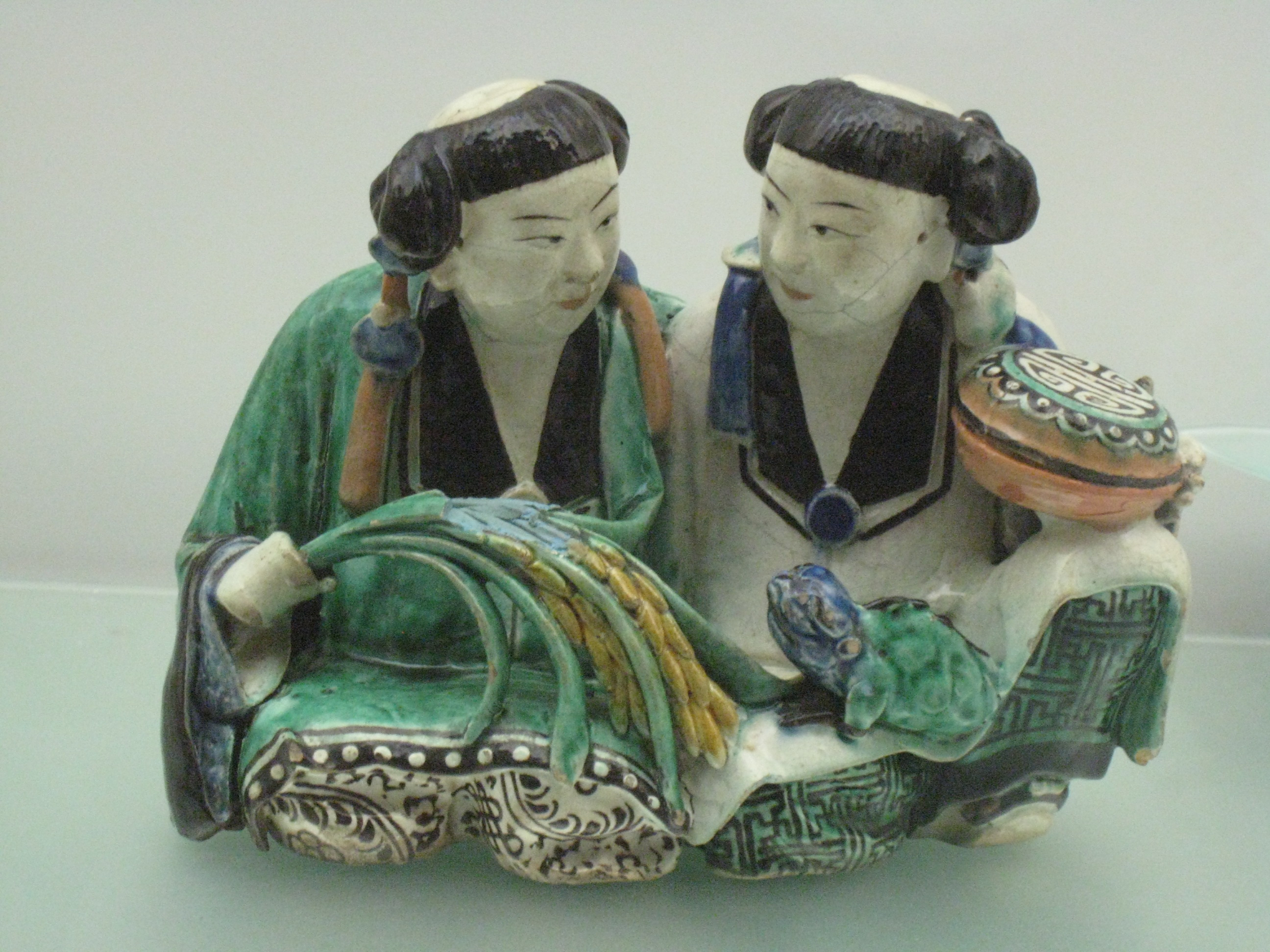
Dva duchové harmonie a jednoty
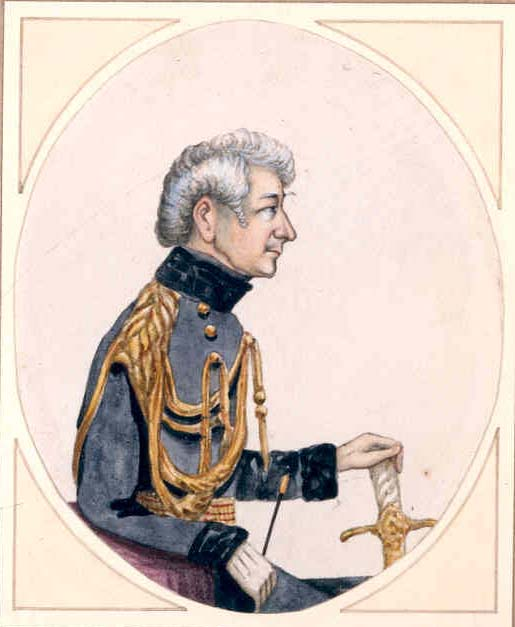
Portrét hongkongského guvernéra Georga Charlese d'Aguilara
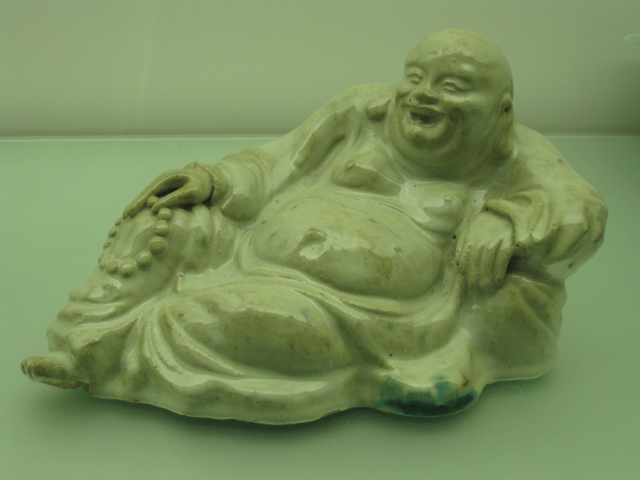
Buddha Maitréja
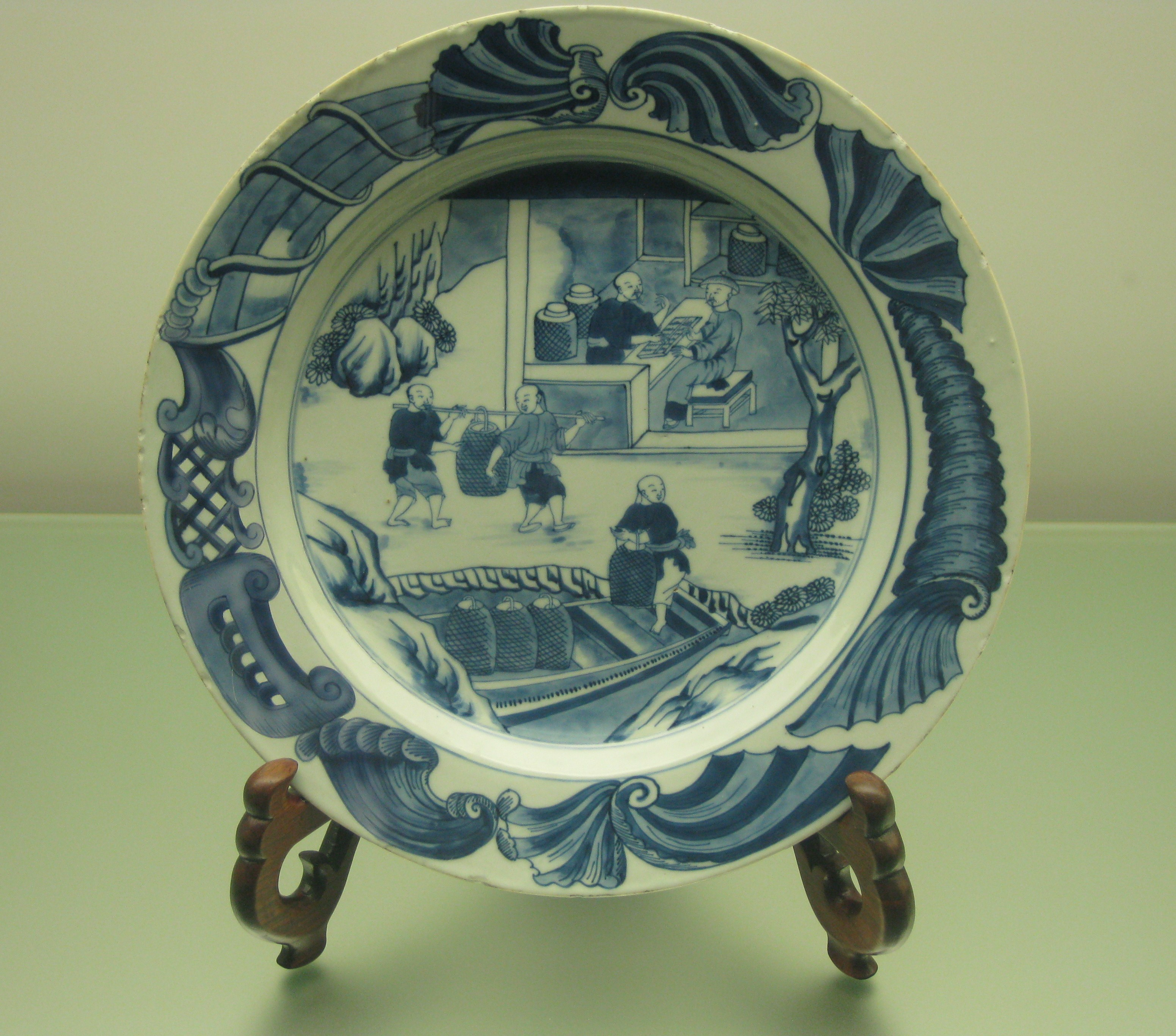
Talíř se scénou nakládání čaje